# Madonna w ogrodzie różanym
Madonna w ogrodzie różanym (wł. Madonna del roseto) – obraz namalowany przez włoskiego malarza Bernardino Luini. Obecnie przechowywany jest w Pinakotece Brera w Mediolanie.
Maryja, ubrana w różową suknię i niebieski płaszcz, z Dzieciątkiem siedzącym na jej kolanach, została przedstawiona zgodnie ze średniowieczną tradycją wewnątrz ogrodu (hortus conclusus). Z tym, że na tym obrazie jest nie tyle sam ogród z kwiatami, co krata, po której pną się róże (symbolicznie związane z Maryją). Dzieciątko jest wychylone nieco do przodu i prawą ręką chwyta kwiat orlika (będący symbolem Męki Pańskiej).
Obraz trafił do Pinakoteki Brera w 1826 roku z kolekcji Giuseppe Bianchi. Wcześniejsze dzieje obrazu nie są znane, chociaż dość powszechnie uważa się, że być może dawniej znajdował się w Certosa di Pavia, nie ma na to jednak dowodów.